# Пістол (мінісеріал)
Пістол (англ. Pistol) — біографічний драматичний мінісеріал, створений Крейгом Пірсом для FX. Серіал був анонсований у січні 2021 року, режисером виступатиме Денні Бойл. Прем’єра відбулася на FX на Hulu 31 травня 2022 року.

## Синопсис
Шестисерійне шоу розповідає про гітариста Sex Pistols Стіва Джонса та зростання популярності цього гурту.

## Актори та персонажі
| Актор                 | Роль                     |
| --------------------- | ------------------------ |
| Тобі Воллес           | Стів Джонс               |
| Енсон Бун             | Джонні Роттен            |
| Луїс Партрідж         | Сід Вішез                |
| Джейкоб Слейтер       | Пол Кук                  |
| Крістіан Ліс          | Глен Метлок              |
| Ділан Ллевеллін       | Воллі Найтінгейл         |
| Сідні Чендлер         | Кріссі Хайнд             |
| Емма Епплтон          | Ненсі Спанджен           |
| Александер Арнольд    | Джеймі Рід               |
| Мейсі Вільямс         | Джордан                  |
| Томас Сангстер        | Малкольм Макларен        |
| Талула Райлі          | Вів'єн Вествуд           |
| Бет Діллон            | Сьюзі С'ю                |
| Айріс Лоу             | Су Кетвумен              |
| Закарі Голдман        | Біллі Айдол              |
| Кай Александер        | Річард Бренсон           |
| Бен Сардесон          | Берті «Берлін» Бромлі    |
| Тревор Форд           | Барнслі Пустана          |
| Ітан Стід             | виконавець другого плану |
| Кіран Робертс         | екстра                   |
| Білл Одамс, Боіл Кінг |                          |
| Девід Грін            | екстра                   |
| Мартін Коутс          | бармен                   |

## Виробництво
Серіал, створений Крейгом Пірсом, отримав замовлення від FX на шість епізодів у січні 2021 року, а Денні Бойл став режисером усіх шести епізодів. Тобі Воллес був обраний на роль Джонса, а Мейсі Вільямс доєдналася до додаткового касту. Томас Сангстер, Талула Райлі та Айріс Лоу приєдналися до акторського складу в березні, коли почалися зйомки. Виробництво відбувалося в Гемел-Гемпстед, Дуврі, Ділі та Лондоні.
Прем’єра обмеженого серіалу з усіма 6 епізодами відбудеться 31 травня 2022 року на Hulu та Disney+ (Star (Disney+)) у Великій Британії, Ірландії, Канаді, Австралії, Новій Зеландії та Сінгапурі.
Обмежена серія також планується для Star+ в Латинській Америці та Disney+ (Star (Disney+)) на всіх інших територіях.

## Судова боротьба за права на музику
2021 року, коли серіал ще був у виробництві, фронтмен Sex Pistols Джон Лайдон розкритикував серіал, назвавши його «найбільш нешанобливим лайном, яке мені доводилося терпіти». Невдовзі після цього Лайдон подав позов проти колишніх товаришів по групі Стіва Джонса, Пола Кука, Глена Метлока та Сіда Вішеза, щоб не допустити використання музики Sex Pistols у серіалі. 23 серпня 2021 року стало відомо, що Лайдон програв судову боротьбу, і музику Sex Pistols дозволили використовувати в серіалі.